# Óblast de Siberia Oriental
El óblast de Siberia Oriental fue un temprano óblast (provincia) de la República Socialista Federativa Soviética de Rusia, el cual existió desde el 5 de diciembre de 1936 hasta el 26 de septiembre de 1937. Se creó cuando el krai de Siberia fue dividido entre el óblast de Siberia Oriental y la República Autónoma Socialista Soviética de Buriatia en 1936 y cesó de existir después de ser dividido entre los óblast de Irkutsk y Chitá en 1937.
Según el Censo de la Unión de 1937, su población era de 1,897,049 personas.
El óblast estaba subdividido en 45 distritos y su centro administrativo era la ciudad de Irkutsk.